# Schatz von Blanot

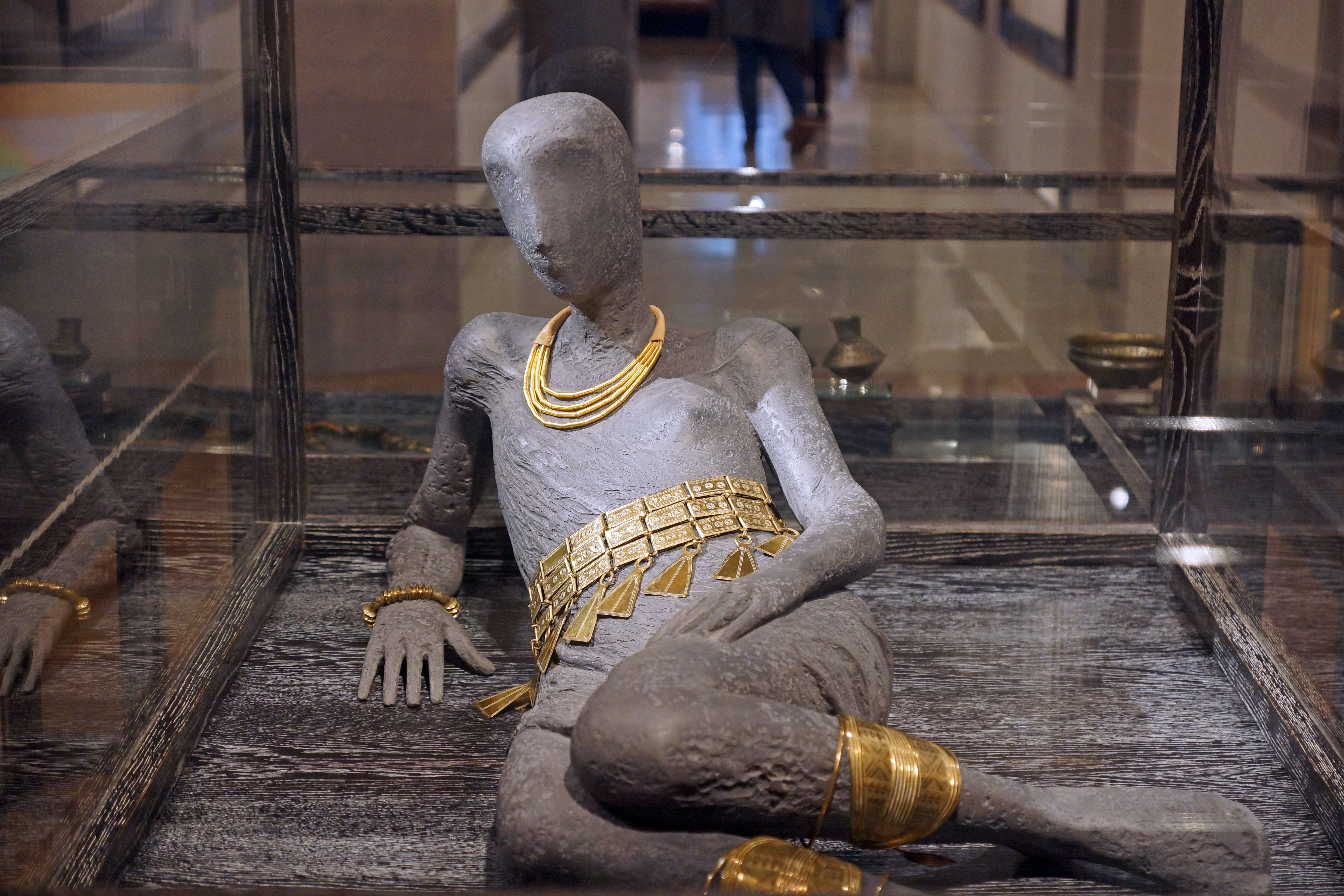
Rekonstruktion: Frau mit Teilen des Goldfundes

Der Schatz von Blanot (französisch Dépôt de Blanot) ist ein Goldfund aus der Bronzezeit. Er wurde Ende des Jahres 1982 auf dem Gebiet der Gemeinde Blanot im Département Côte-d’Or in der Region Bourgogne-Franche-Comté im Osten Frankreichs gefunden und ist heute im Archäologischen Museum von Dijon zu sehen.

## Geschichte
Auch wenn die nebenstehende Abbildung es vermuten lässt, ist der aus diversen Schmuckgegenständen (darunter ein dreiteiliger Hüftgürtel mit Anhängern, Beinschienen, Halskette, Armreif etc.) bestehende Hortfund von Blanot kein Grabfund; er war vielmehr in freiem Feld in der Nähe eines Baumes in einem Bronzekessel und einem Tongefäß in der Zeit um 900 oder 1000 v. Chr. vergraben worden. Darüber hinaus wurden weitere Gegenstände aus Gold und Bronze entdeckt.